# Cissus wrightiana
Cissus wrightiana är en vinväxtart som beskrevs av Jules Émile Planchon. Cissus wrightiana ingår i släktet Cissus och familjen vinväxter. Inga underarter finns listade i Catalogue of Life.